# Археолошки музеј у Алањи
Археолошки музеј у Алањи (тур. Alanya Arkeoloji Müzesi, Antalya или (тур. Alanya ilçesinde bulunan müze) отворен је за посетиоце 1967. године. Музеј чине два дела посвећена конзервацији, а приказују археолошка и етнографска артефакта.

## Археолошки део
У време када је музеј први пут отворен нису још постојала налазишта у региону која датирају у ране историјске периоде, па су објекти који репрезентују рано бронзано доба, фригијски, лидијски и период Урарту послати из анкарског Музеја анадолијских цивилизација да би посетиоци боље разумели хронологију древних анадолијских цивилизација. Открићем града Лаерта 1980. године, на обронцима планине Cebel-i Reis Dağı на 750 m.н.в, 15 km источно од Алање, музејска колекција је обогаћена феничанским натписом из 625-600. п. н. е. исклесаним у грубу тространу сиву кречњачку стену, који сведочи о насељености ових крајева пре Римљана. Запис говори о земљишту које је поклонио локални владар једном од својих поданика и описује проблем који је настао у вези са тим. У истом делу може се видети писмо које је римски император Септимус Север послао у Сједру (Syedra) антички град у близини данашњег села Секи (Seki). Писмо у 46 редова потиче из II века н.е. и садржи захвалницу становницима Сједре. Ови експонати заједно са различитим налазима из хеленистичке, римске и византијске ере – укључујући керамику, мермер, бронзу, стакло и мозаике – представљају експонате археолошког крила музеја. Овде је изложена и колекција кованог новца од VII-V века п. н. е. до савремених кованица Турске републике.
- Феничански натпис из 625-600. п. н. е.
- Римски гробни олтар.
- Скулптура Атиса.
- Стела породице Требемис (I век н.е.).
- Стела са сценом растанка (III век п. н. е.).

### Римска ера
Из римског периода је гробни олтар од сивог кречњака откривен источно од Алање (Dimöteköy). Он је са три стране украшен рељефима породичног портрета, погребне даће и приказом лова и понуда; натпис на врху каже: „Кибадес син Кендисов, са својим сином, уз помоћ уметника Диомедеса и његовог сина Титуса подиже споменик за Иату.“ Интерсантна је и скулптура Атиса симбола плодности земље и обнављања вегетације. Статуа је из II века н.е, а нађена је у античком граду Писарисосу (Pisarissos, данас село Есентепе западно од Алање). Атис је са рукама везаним на леђима и разголићених гениталија „Атис Кастратус“.
Изложено је и неколико стела, од којих је најинтересантнија надгробна стела породице Требемис из I века н.е. која је пронађена у Хамаксији (село Еликесик). Стела приказује сцену у храму која се лако може протумачити преко видљивог текста: Мајка (Нана) и отац (Требемис) седе у првом плану, а иза њих у војничкој одежди је син Киларамос, поред кога је његова сестра. Приказ припада „Pudicitia“ (скромност) типу. На тимпанону је приказана борба лава и бика, а на врху су акротерије са акантусовим листовима. Друга стела је из III века п. н. е. са локалитета Газипаша, где је била уграђена у зид куће. Приказује две стојеће фигуре које се рукују испред фасаде храма. Сцена растанка представља одлазак у загробни свет. Испод приказа су два реда текста из кога се сазнаје да је надгробну стелу направио Аделфо са браћом за своје вољене родитеље.
Својеврсну колекцију представљају уљане римске и рановизантијске светиљке уз које је текст о античким системима осветљења, као и огледала и древне играчке (звечке).
- Римске уљане светиљке.
- Рановизантијске уљане светиљке.
- Античко огледало.
- Статуа Херакла (II век н.е.).
- Подни мозаик из Сједре.

### Хераклова соба
У посебној просторији изложена је веома добро очувана бронзана статуа Херакла из II века н.е, која представља симбол Археолошког музеја у Алањи. Статуа је висока 52 cm, а откривена је 1967. године. У истој просторији је изложен и подни мозаик из Сједре који приказује Хилу, пратиоца Херакла, кога заробљавају речне нимфе. Илустровани панели у овој просторији говоре о открићу Хераклеове статуе и објашњавају место Херакла у грчкој митологији.

## Етнографски део
Овде, поред осталог, пада у очи минијатурна представа традиционалне свадбе у Алањи. Свадба се одвија у баштама кућа посебно у кући младе и кући младожење. У кући младожење се припремају посуде препуне посебних јела, слаткиша и воћа. Изјутра дана венчања качи се застава на највиши део младожењине куће, а музичари и певачи изводе баладе и народне песме из региона. Домаћини зову госте у башту где они који желе могу да певају и играју. Тада се служе и алкохолна пића. Са друге стране баште нуде се гостима посебна јела која су припремиле жене. За то време, млада и младожења завршавају последње припреме и млада чека сватове који долазе из младожењине куће по њу. После ручка и прославе свадбено весеље наставља се одласком по младу са коњем окићеним светлим бојама.
Изложен је и прибор за писање (дивит) из XIX века.
- Традиционална свадба у Алањи.
- Прибор за писање.
- Римски осаријум.
- Преса за уље.
- "Сахиде" гроб.

## Врт музеја
Врт музеја осмишњен је као галерија на отвореном са римским осаријумима (клесаним каменим кутијама за чување пепела и костију покојника) који бацају светло на римске погребне обичаје. Јединствени примерци осаријума представљају значајан део музејске колекције. У врту су и капители римских стубова као и исламски надгробни споменици и натписи из селџучког, отоманског и периода републике. Један угао врта посвећен је традиционалној пољопривреди и приказује пољопривредна оруђа и артефакта у вези са производњом маслиновог уља на Медитерану у древна времена.

### Анадолијски надгробни споменици
Дат је приказ три типа исламског сахрањивања: у саркофаг, ковчег и у гроб "сахиде". Код сва три типа у гроб се полаже тело а не сандук. Код сахране типа "сахиде" позиција гроба одређена је трима надгробним плочама: каменом плочом изнад главе, испод ногу и оном која покрива гроб. Током селџучке ере доминирали су ковчези и саркофази, а у то доба почиње и употреба надгробних плоча изнад главе и испод ногу. Током бејлик и отоманске ере овај начин постаје популаран и задржава се до данас. Плоча изнад главе исписана је стиховима Корана (ајетима) који говоре о пророку Мухамеду, и поезијом, заједно са именима и титулама преминулог. На плочи испод ногу је датум смрти, мада неке садрже и стихове Корана и молитве. Али ово није опште правило па неке садрже само декорацију. Ако се ради о покојнику плоча изнад главе је са капом коју је носио за живота. Код покојница плоча је мотивом круне украшене цвећем која представља њену покривку за главу. Као што свака плоча одражава идентитет умрлог, тако, истовремено говори и о уметничком стилу времена у коме је настала. Код отоманских надгробних споменика, чемпреси, урмине палме, флорални мотиви, букети и руже су најчешћи мотиви. На неким плочама могу се видети симболи професије којом се покојник бавио. На пример, сабља за војника, а дивит за писара.